# 戈氏艾蛛
戈氏艾蛛（学名：Cyclosa koi），又名科氏塵蛛，为园蛛科艾蛛属的动物。分布于台湾岛等地。该物种的模式产地在台湾。